# Waisenhauskirche (Dresden)

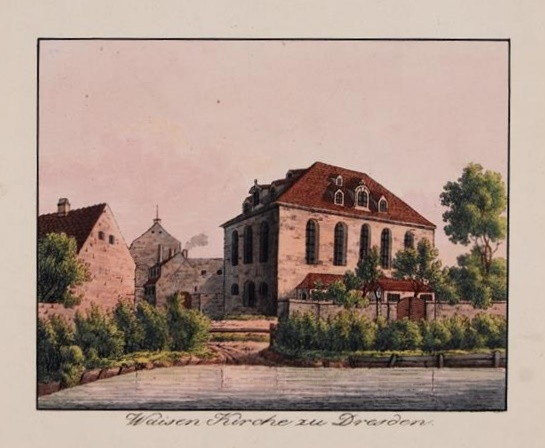
Waisenhauskirche mit Jüdenteich (1840)

Waisenhauskirche hießen zwei evangelische Kirchen in Dresden, die in Folge am heutigen Georgplatz standen.

## Baugeschichte

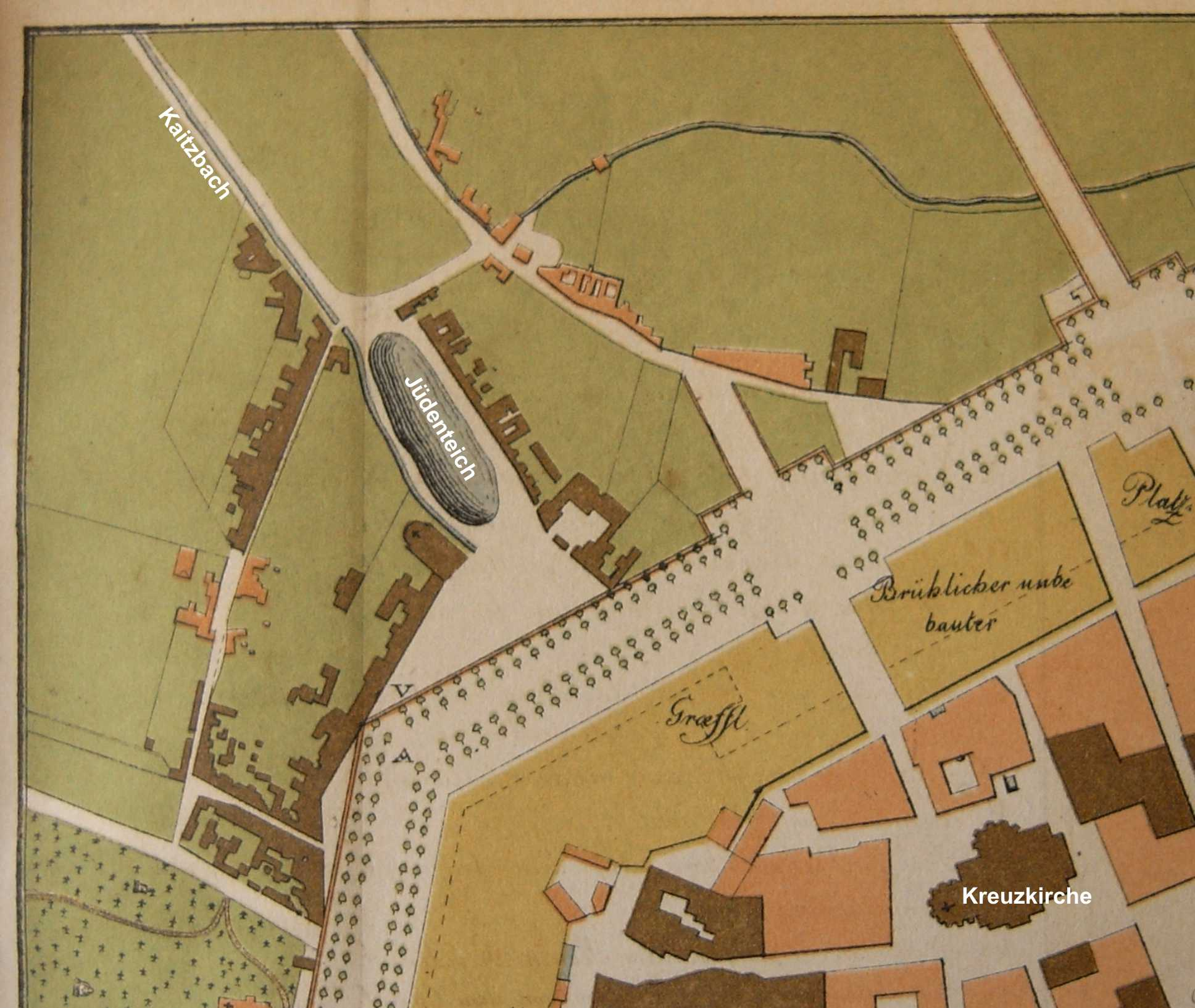
Nahezu gesüdeter Kartenausschnitt mit dem Jüdenteich und der dort befindlichen Waisenhauskirche vor den Stadtmauern, ca. 1759

### 1713
George Bähr, der später die barocke Frauenkirche errichtete, baute die erste Waisenhauskirche in den Jahren 1710–1713. Das rechteckige Kirchengebäude hatte Treppen in den vier Ecken und in der umlaufenden Empore. Die zweite Empore wurde 1725 vom Hofzimmermeister Johann Greißner errichtet. Mit der Kirchenmalerei waren Christian Benjamin Bratfisch und Johann David Vogler beauftragt. 
Bei der Belagerung Dresdens durch preußische Truppen im Siebenjährigen Krieg wurde die Kirche 1760 durch Artilleriebeschuss zerstört. Johann George Schmidts Wiederaufbaupläne von 1768 wurden nicht verwirklicht.

### 1780
Der Grundstein für die neue Kirche wurde am 3. Mai 1777 gelegt. Nach dem Entwurf von Christian Heinrich Eigenwillig war sie ein Langhaus mit zwei Emporen an drei Seiten. Wie die massive Außenmauer war das Kirchenschiff mit seinen Halbsäulen von einfachster Machart. Der Bildhauer Friedrich Wilhelm Müller schuf den Altar, David Benjamin Porsche die Glorie. Die Orgel war von Johann Christian Kayser. Am 15. Oktober 1780 wurde die Kirche geweiht.
Bis zu ihrer Verlegung nach Leipzig (1848) entsandte die Dresdner Mission ab 1836 von der Waisenhauskirche Missionare zu den Aborigines. In der Kirche wurde 1848 der Sächsische Lehrerverein gegründet. Die böhmische Gemeinde, die bis 1860 die nahegelegene Johanniskirche besuchte, hielt ihre Gottesdienste nach deren Schließung ab 1861 bis zur Weihe der Erlöserkirche (1880) in der Waisenhauskirche ab. Gustav Adolf Merkel war Organist der Waisenhauskirche, die in den 1890er Jahren niedergelegt wurde.